# Lijst van gevolmachtigd ministers van de Oostenrijkse Nederlanden
Deze lijst bevat de gevolmachtigd ministers van de Oostenrijkse Nederlanden.
- Vrede van Utrecht (1713): de Zuidelijke Nederlanden komen onder de Oostenrijkse Habsburgers

- 1716 - 1724 : Hercule Louis Turinetti
- 1725 - 1725 : Wirich von Daun
- 1726 - 1732 : Giulio Visconti Borromeo Arese
- 1732 - 1743 : Friedrich August von Harrach-Rohrau
- 1743 - 1744 : Karl Ferdinand von Königsegg
- 1744 - 1746 : Wenzel Anton von Kaunitz
  - Franse bezetting tijdens de Oostenrijkse Successieoorlog, beëindigd door de Vrede van Aken (1748)
- 1748 - 1749 : Karl Josef Batthyány
- 1749 - 1753 : Antoniotto Botta Adorno
- 1753 - 1770 : Karl Johann Philipp von Cobenzl
- 1770 - 1783 : Georg Adam von Starhemberg
- 1783 - 1787 : Lodewijk Karel Maria van Barbiano en Belgiojoso
- 1787 - 1787 : Joseph Murray de Melgum (ad interim)
- 1787 - 1789 : Ferdinand von Trauttmansdorff
  - Brabantse Omwenteling en kortstondige onafhankelijkheid als Verenigde Nederlandse Staten, gevolgd door de Eerste Oostenrijkse Restauratie
- 1790 - 1791 : Florimond de Mercy-Argenteau
- 1791 - 1792 : Franz Georg von Metternich-Winneburg
  - Franse bezetting als uitvloeisel van de Revolutie, gevolgd door de Tweede Oostenrijkse Restauratie
- 1793 - 1794 : Franz Georg von Metternich-Winneburg
  - Slag bij Fleurus (1794): nieuwe Franse bezetting